# Scheidemannstraße
Die Scheidemannstraße ist eine nach dem sozialdemokratischen Politiker Philipp Scheidemann benannte Straße im Berliner Ortsteil Tiergarten des Bezirks Mitte.

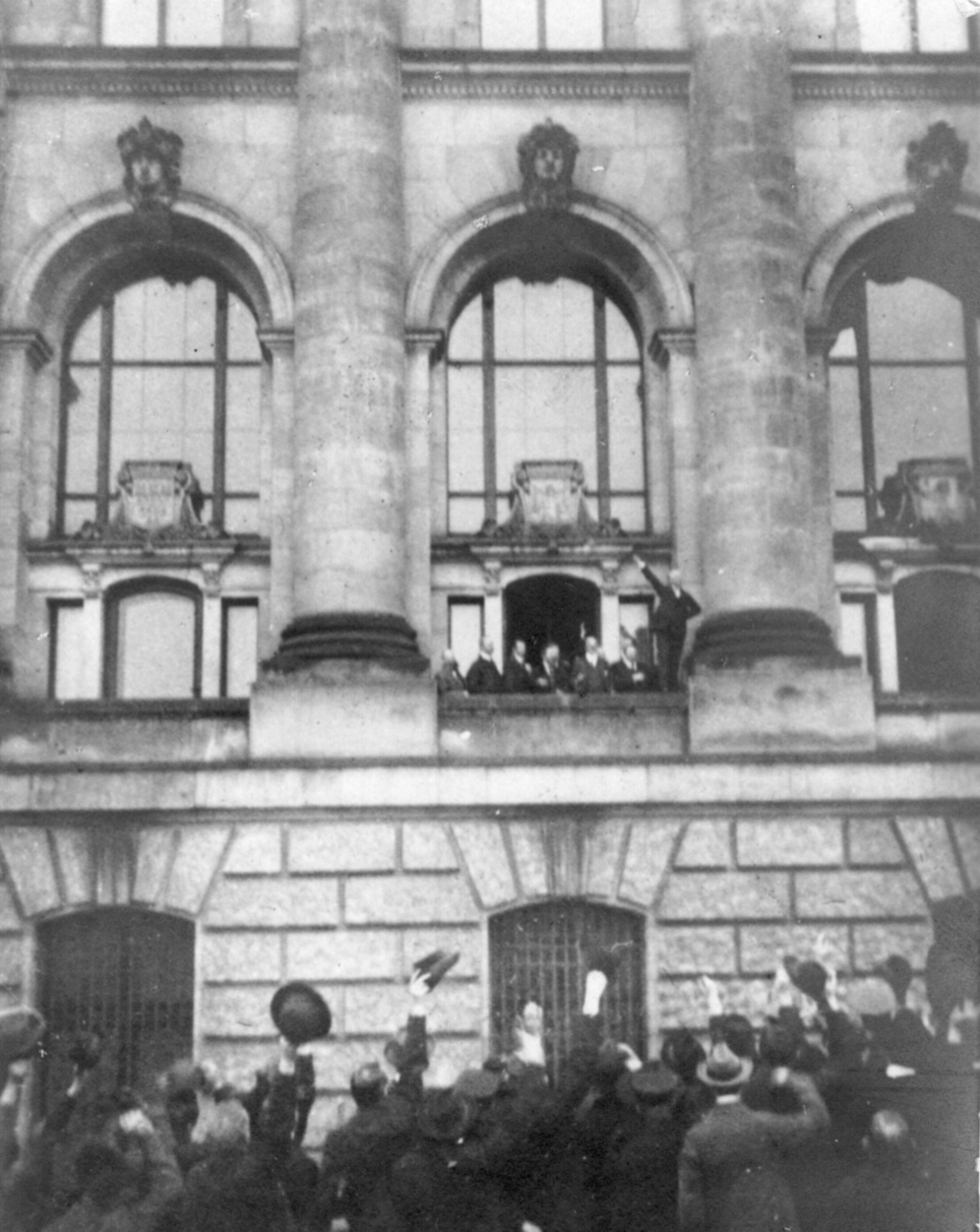
Ausrufung der Republik am 9. November 1918: Philipp Scheidemann ruft vom Westbalkon des Reichstagsgebäudes die Deutsche Republik aus (zweites Fenster nördlich des Portikus)

Grund für die Benennung ist die Ausrufung der ersten deutschen Republik durch Scheidemann an einem Fenster des Reichstagsgebäudes am 9. November 1918; dieser Ort liegt in unmittelbarer Nähe der Straße.
Die Scheidemannstraße verläuft in Ost-West-Richtung. Am östlichen Ende der Straße liegt der Friedrich-Ebert-Platz, hier laufen die Ebertstraße von Süden und die Dorotheenstraße von Osten zusammen. Im Westen kreuzt die Straße zunächst den Straßenzug Heinrich-von-Gagern-Straße – Yitzhak-Rabin-Straße und geht dann heute in die John-Foster-Dulles-Allee über. Auf der nördlichen Straßenseite liegen das Reichstagsgebäude und der Platz der Republik. Auf der anderen Seite liegt der Große Tiergarten mit dem Denkmal für die im Nationalsozialismus ermordeten Sinti und Roma Europas. Nach dem Beginn von Bauarbeiten am vorherigen Standort wurde der Gedenkort Weiße Kreuze an die Scheidemann-, Ecke Ebertstraße verlegt.
Nach Philipp Scheidemann ist die Straße seit dem 24. Oktober 1965 benannt. Vorher hieß sie von 1895 bis 1938 nach dem ersten Reichstagspräsidenten Eduard von Simson Simsonstraße. Da dieser nach der Ersten Verordnung zum Reichsbürgergesetz als „Volljude“ galt, wurde die Straße gemäß eines Runderlasses von Wilhelm Frick 1938 nach dem Kommunalpolitiker Carl August Heinrich Sommer Sommerstraße umbenannt.